# 들개 (2014년 영화)
《들개》(영어: Tinker Ticker)는 2014년에 개봉한 대한민국의 영화이다.

## 캐스팅
- 변요한 : 박정구 역
- 박정민 : 이효민 역
- 김희창 : 백 교수 역
- 오창경 : 오 형사 역
- 박성일 : 한규남 역
- 유대형 : 필균 역
- 이시원 : 시원 역
- 김종구 : 김 전무 역
- 조하석 : 형사 1 역
- 유영욱 : 형사 3 역
- 류대식 : 어깨 1 역
- 권혁준 : 렉카남 역
- 김진만 : 이근 역